# Shōmei Yokouchi

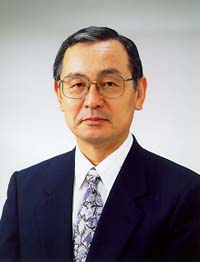
Shōmei Yokouchi

Shōmei Yokouchi (japanisch 横内 正明, Yokouchi Shōmei; * 2. März 1942 in Nirasaki, Präfektur Yamanashi; † 21. April 2020) war ein japanischer Politiker. Er war von 2007 bis 2015 Gouverneur von Yamanashi.
Yokouchi, Absolvent der rechtswissenschaftlichen Fakultät der Universität Tokio, wurde nach seinem Abschluss 1964 Beamter im Bauministerium. Dort war er ab 1984 Abteilungsleiter (kachō) in der Straßenabteilung, ab 1995 in der Stadtabteilung. 1990 wurde er stellvertretender Leiter des Ministersekretariats (daijin kambō shingikan).
Zur Shūgiin-Wahl 1993 wechselte Yokouchi in die Politik und trat als Unabhängiger im fünfmandatigen Wahlkreis Yamanashi an, der die gesamte Präfektur umfasste. Mit dem vierthöchsten Stimmenanteil wurde er für die erste von insgesamt drei Wahlperioden ins Shūgiin gewählt – ab 1996 für den neuen Einzelwahlkreis Yamanashi 3 – und schloss sich der Liberaldemokratischen Partei (LDP) an. Während des zweiten Kabinetts Hashimoto war er 1997 parlamentarischer Staatssekretär im Justizministerium, von 2001 bis 2002 „Vizeminister“ für Justiz im ersten Kabinett Koizumi.
2002 legte Yokouchi sein Abgeordnetenmandat nieder, um bei der Gouverneurswahl 2003 in Yamanashi um für die Nachfolge von Ken Amano zu kandidieren, der nicht wieder antrat. In einem Feld aus vier Kandidaten unterlag er aber mit 158 zu 167 Tausend Stimmen Takahiko Yamamoto, der die Unterstützung Amanos und beider großer Parteien genoss. Danach kandidierte Yokouchi bei der Wahl im Juli 2004 über die LDP-Verhältniswahlliste für das Sangiin, erhielt aber nur knapp 114 Tausend Stimmen, erreichte damit den 19. Listenplatz und verfehlte damit einen Sitz, da die LDP nur 15 Verhältniswahlmandate gewann.
Bei der nächsten Gouverneurswahl in Yamanashi 2007 kandidierte Yokouchi auf Drängen des Furusato Yamanashi o kangaeru kai („Gesellschaft, die an die Heimat Yamanashi denkt“) erneut, der ehemaligen Unterstützerorganisation von Gouverneurskandidat Yukihiko Inoue in der Wahl 2003, und konnte Yamamoto diesmal mit 235 zu 188 Tausend Stimmen schlagen. Yokouchis erste Amtszeit endete im Februar 2011, bei der Wahl am 30. Januar bewarb er sich als „ainori“-Kandidat, also mit Unterstützung aller großer Parteien mit Ausnahme der KPJ, um eine zweite Amtszeit und wurde bei 42 Prozent Wahlbeteiligung mit 83 Prozent der Stimmen im Amt bestätigt.